# Erik Braunn
Pour les articles homonymes, voir Brann.
Erik Keith Braunn, également orthographié Brann ou Braun, est un guitariste américain né le 11 août 1950 à Pekin, dans l'Illinois, et mort le 25 juillet 2003 à Los Angeles.

## Discographie avec Iron Butterfly
- 1968 : In-A-Gadda-Da-Vida
- 1969 : Ball
- 1969 : Live
- 1975 : Scorching Beauty
- 1975 : Sun and Steel